# Новые Авгуры
Новые Авгуры — упразднённый в 2011 году посёлок в Кадошкинском районе Республики Мордовия России. Входил в состав Кадошкинское городское поселение.

## География
Располагался на ручье Махляйка, в 1,5 км к востоку от окраины села Нагаево.

## История
Основан в 1930-х годах переселенцами из села Старая Авгура.
Законом от 12 марта 2009 года было упразднено Высокинское сельское поселение (сельсовет), и Новые Авгуры были включены в Кадошкинское городское поселение.
Исключён из учётных данных в 2011 году.

## Население
| 2002 | 2010 |
| ---- | ---- |
| 5    | ↘0   |

Национальный состав
Согласно результатам переписи 2002 года в посёлке проживало 5 человек, русские и мордва-мокша